# 野地久保古墳
野地久保古墳（のじくぼこふん）は、福島県白河市本沼（もとぬま）にある古墳。形状は上円下方墳。国の史跡に指定されている（史跡「白河舟田・本沼遺跡群」のうち）。

## 概要
| 古墳名        | 形状       | 埋葬施設   | 築造時期            |
| ------------- | ---------- | ---------- | ------------------- |
| 下総塚古墳    | 前方後円墳 | 横穴式石室 | 6世紀後半           |
| 舟田中道1号墳 | 円墳       | 横穴式石室 | 7世紀前半-7世紀中葉 |
| 谷地久保古墳  | 円墳       | 横口式石槨 | 7世紀後半-8世紀初頭 |
| 野地久保古墳  | 上円下方墳 | 横口式石槨 | 7世紀後半-8世紀初頭 |

福島県南部、阿武隈川左岸の丘陵南東斜面に築造された古墳である。谷地久保古墳と同じ谷の南東400メートルに位置する。これまでに墳丘上部・東半が削平を受けているほか、2008年（平成20年）に発掘調査が実施されている。
墳丘は2段築成。墳形は1段目が方形で2段目が円形の上円下方形で、1段目は一辺16メートル、2段目は直径約10メートルを測る。墳丘斜面には川原石による積石が、平坦面には円礫による貼石が認められる。また墳丘周囲には掘割状の外周溝状遺構が認められる。埋葬施設は横口式石槨である。床石1石のみが原位置を保って遺存しており、他に4石が周辺に散在する。石槨の前庭部は南にハ字形に開き、壁面には川原石を小口積みに、底面には小円礫を敷設する。盗掘に遭っているため副葬品は詳らかでない。
この野地久保古墳は、古墳時代終末期の7世紀後半-8世紀初頭頃の築造と推定される。全国でも数少ない上円下方墳の1つとして注目されるほか、北西の谷地久保古墳とともに畿内的な横口式石槨を有する特異な古墳であり、被葬者は古代白河郡における盟主的な立場の人物と推定される。また、南方に所在する下総塚古墳（後期の首長墓）と舟田中道遺跡（後期の豪族居館）とともに古墳時代の白河舟田・本沼遺跡群として認知され、周辺に展開する関和久官衙遺跡（推定白河郡衙跡）・借宿廃寺跡からなる古代の白河官衙遺跡群と合わせて、古代白河郡の中心地を示す遺跡群の一角として重要視される古墳である。
古墳域は2010年（平成22年）に国の史跡に指定されている（史跡「白河舟田・本沼遺跡群」に追加指定）。

## 遺跡歴
- 2008年（平成20年）、国の史跡指定に向けた発掘調査（白河市教育委員会、2010年に報告書刊行）。
- 2010年（平成22年）8月5日、国の史跡に指定（史跡「白河舟田・本沼遺跡群」に追加指定）。

## 関連文献
（記事執筆に使用していない関連文献）
- 鈴木功『白河郡衙遺跡群 -古代東国行政の一大中心地-（日本の遺跡10）』同成社、2006年。ISBN 4886213545。
- 鈴木功・鈴木一寿「野地久保古墳の調査」『月刊考古学ジャーナル』第592号、ニュー・サイエンス社、2009年、25-29頁。
- 『野地久保古墳確認調査報告書（白河市埋蔵文化財調査報告書 第52集）』白河市教育委員会、2010年。
- 『史跡白河舟田・本沼遺跡群、白河官衙遺跡群保存活用計画書』白河市教育委員会、2017年。